# Загорні Клетья
Заго́рні Кле́тья (рос. Загорные Клетья, башк. Загорные Клетья) — присілок у складі Шаранського району Башкортостану, Росія. Входить до складу Дмитрієво-Полянської сільської ради.
Населення — 94 особи (2010; 130 у 2002).
Національний склад:
- башкири — 56 %
- росіяни — 31 %